# Schleichkogel
Schleichkogel är ett berg i Österrike.   Det ligger i distriktet Sankt Johann im Pongau och förbundslandet Salzburg, i den centrala delen av landet, 260 km väster om huvudstaden Wien. Toppen på Schleichkogel är 1 215 meter över havet.
Terrängen runt Schleichkogel är bergig österut, men västerut är den kuperad. Närmaste större samhälle är Sankt Johann im Pongau, 3,1 km sydost om Schleichkogel. 
I omgivningarna runt Schleichkogel växer i huvudsak blandskog. Runt Schleichkogel är det ganska glesbefolkat, med 45 invånare per kvadratkilometer.